# Cipeucang (Cileungsi)
Cipeucang is een bestuurslaag in het regentschap Bogor van de provincie West-Java, Indonesië. Cipeucang telt 11.293 inwoners (volkstelling 2010).